# Komarovita
La komarovita és un mineral de la classe dels silicats. Va ser anomenada en honor de Vladímir Mikhàilovitx Komarov (1927-1967), cosmonauta soviètic.

## Característiques
La komarovita és un ciclosilicat de fórmula química (Ca,Sr,Na)6-x(Nb,Ti)₆(Si₄O₁₂)(O,OH,F)16·nH₂O. Cristal·litza en el sistema ortoròmbic. La seva duresa a l'escala de Mohs és d'1 a 2.
Segons la classificació de Nickel-Strunz, la komarovita pertany a «09.CE - Ciclosilicats amb enllaços senzills de 4 [Si₄O₁₂]8- (vierer-Einfachringe), sense anions complexos aïllats» juntament amb els següents minerals: papagoïta, verplanckita, baotita, nagashimalita, taramel·lita, titantaramel·lita, barioortojoaquinita, byelorussita-(Ce), joaquinita-(Ce), ortojoaquinita-(Ce), estronciojoaquinita, estroncioortojoaquinita, ortojoaquinita-(La), labuntsovita-Mn, nenadkevichita, lemmleinita-K, korobitsynita, kuzmenkoïta-Mn, vuoriyarvita-K, tsepinita-Na, karupmøllerita-Ca, labuntsovita-Mg, labuntsovita-Fe, lemmleinita-Ba, gjerdingenita-Fe, neskevaaraïta-Fe, tsepinita-K, paratsepinita-Ba, tsepinita-Ca, alsakharovita-Zn, gjerdingenita-Mn, lepkhenelmita-Zn, tsepinita-Sr, paratsepinita-Na, paralabuntsovita-Mg, gjerdingenita-Ca, gjerdingenita-Na, gutkovaïta-Mn, kuzmenkoïta-Zn, organovaïta-Mn, organovaïta-Zn, parakuzmenkoïta-Fe, burovaïta-Ca i natrokomarovita.

## Formació i jaciments
La komarovita va ser descoberta amb albita redipositada en natrolida de gra fi en roques alcalines al nont Karnasurt, al massís de Lovozero (Península de Kola, óblast de Múrmansk, Districte Federal del Nord-oest, Rússia). També ha estat descrita en un altre indret de l'óblast de Múrmansk i, dubtosament, a Dinamarca.